# Сардар-Милли
Сардар-Милли и Сардар-Джангал — крупное нефтегазовое месторождение в Иране. Расположена в акватории Каспийского моря, находится в 188 км к северу от побережья провинции Гилан и в 250 км к северо-западу от порта Нека. Месторождение было открыто в декабре 2011 года. Оно находится на глубине 2460 метров.
Сардар-Джангал — это часть газового месторождения Сардар-Милли. Запасы газа оцениваются в объеме около 50 трлн куб. футов (более 1,4 трлн м³) и около 10 млрд барр. нефти (1,5 млрд тонн). Месторождение Сардар-Джангал эксплуатируется буровой платформой Амир Кабир.
Оператором месторождения является иранская нефтяная компания Хазар.